# Corona Schröter

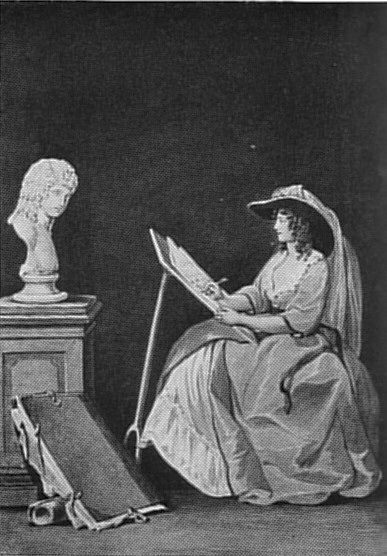
Corona Schröter vid en byst av Johann Wolfgang von Goethe

Corona Elisabeth Wilhelmine Schröter, född 14 januari 1751 i Guben, död 23 augusti 1802 i Ilmenau, var en tysk sångerska.
Hon var elev av Johann Adam Hiller, uppträdde från sitt 14:e år på Hillers konserter i Leipzig, där hon flera år delade allmänhetens gunst med den berömda sångerskan Elisabeth Schmeling (sedermera Mara).
Skalden Goethe, som redan under sina studentår i Leipzig svärmat för Corona Schröter, utverkade 1776 hennes kallelse till hovsångerska i Weimar, där hon dessutom på amatörteatern utförde tragiska karaktärsroller samt bland annat roller i hans sångspel och den likaledes för henne skrivna huvudrollen i hans drama "Iphigenie", där Goethe själv spelade Orest mot henne. Han var djupt intagen av henne och tycks ha närt hoppet att få hemföra henne som maka, men förmådde inte lösgöra sig från förhållandet till fru von Stein. Genom rik andlig begåvning, mognad talang, ovanligt ståtligt och behagfullt yttre samt fläckfri vandel var Corona Schröter en ideal företeelse. Med tiden ägnade hon sig åt målning och komposition.